# Increíbles: el gran desafío
Increíbles: el gran desafío fue un programa de televisión emitido la noche de los viernes en horario de máxima audiencia por Antena 3 y producido por Zeppelin TV, presentado por Carlos Sobera y Berta Collado (en pruebas de exterior). El concurso comenzó sus emisiones el 8 de febrero de 2013.
Se trata de una adaptación del programa norteamericano The Brain, que tiene como objetivo buscar al cerebro más brillante de España.

## Presentadores
- Carlos Sobera (2013)
- Berta Collado (exteriores) (2013)

### Colaboradores
- Santiago Segura (2013)
- Mario Vaquerizo (2013)
- Chenoa (2013)

## Mecánica del programa
Para encontrar al cerebro más brillante, el programa pondrá a prueba a los participantes a través de ejercicios de cálculo, memorización y destreza mental.
El espectáculo contará semanalmente con siete concursantes, que deberán someterse a retos individualizados sin margen de error. Las 300 personas que estarán de público en el plató serán finalmente las responsables de elegir al ganador de cada entrega, que pasará a una semifinal.

### Especiales
| Fecha      | Programa y ganador                                    | Espectadores | Cuota |
| ---------- | ----------------------------------------------------- | ------------ | ----- |
| 17/05/2013 | Especial Increíbles / «Los más increíbles»            | 768 000      | 4,0%  |
| 19/07/2013 | Especial Niños / Ganador: Michael Andreas             | 903 000      | 7,8%  |
| 26/07/2013 | Especial Increíbles / «Los más increíbles sentidos»   | 537 000      | 5,6%  |
| 09/08/2013 | Especial Increíbles / «Los más increibles, insólitos» | 324 000      | 4,8%  |

## Audiencias

### Primera temporada: 2013
| Fecha      | Programa y ganador                                 | Espectadores | Cuota |
| ---------- | -------------------------------------------------- | ------------ | ----- |
| 08/02/2013 | Programa 1 / Ganador: Martín López                 | 2 899 000    | 15,4% |
| 15/02/2013 | Programa 2 / Ganador: Adrián Santos                | 2 390 000    | 13,0% |
| 22/02/2013 | Programa 3 / Ganadora: Antía Martínez              | 2 299 000    | 12,4% |
| 01/03/2013 | Programa 4 / Ganador: Ángel Febrero                | 2 349 000    | 13,0% |
| 08/03/2013 | Programa 5 / Ganador: David Cantalejo              | 1 805 000    | 10,4% |
| 15/03/2013 | Programa 6 / Ganador: Marcos Benito                | 2 214 000    | 12,3% |
| 22/03/2013 | Programa 7 / Ganador: Sergio de Magallanes         | 1 705 000    | 10,4% |
| 29/03/2013 | Programa 8 / Ganador: David Romera                 | 1 622 000    | 11,1% |
| 05/04/2013 | Programa 9 / Ganadores: Julio González y Dan Cruz  | 1 801 000    | 10,0% |
| 12/04/2013 | Programa 10 / Ganador: Luis Muñiz                  | 1 745 000    | 9,9%  |
| 19/04/2013 | Programa 11 / Ganador: Gonzalo Orellana            | 1 879 000    | 11,3% |
| 26/04/2013 | Programa 12 / Repesca / Ganador: Paco Páez         | 1 728 000    | 10,0% |
| 03/05/2013 | Programa 13 / Ganador: Enric Llop                  | 1 559 000    | 9,5%  |
| 10/05/2013 | Programa 14 / Semifinal 1 / Ganador: Marcos Benito | 1 776 000    | 11,4% |
| 17/05/2013 | Programa 15 / Semifinal 2 / Ganador: Martín López  | 768 000      | 4,0%  |
| 24/05/2013 | Programa 16 / Final / Ganador: Marcos Benito       | 1 828 000    | 11,5% |

     Récord histórico de audiencia.
     Mínimo histórico de audiencia.

### Audiencia media
| Edición                           | Fecha | Espectadores | Cuota |
| --------------------------------- | ----- | ------------ | ----- |
| [ 1 ] Increíbles: el gran desafío | 2013  | 1 973 000    | 11,4% |

## Palmarés
| Edición                           | Fecha | Ganador       | Finalista    |
| --------------------------------- | ----- | ------------- | ------------ |
| [ 1 ] Increíbles: el gran desafío | 2013  | Marcos Benito | Martín López |